# 宇文士元
宇文士元（？—840年），代郡武川镇（今内蒙古自治区呼和浩特市武川县）人，北周宇文氏后裔，唐朝介国公。

## 生平
宇文士元是唐朝介国公宇文仲逵的庶长子，元和十五年（820年）时任忻王府功曹掾。宇文仲逵没有嫡子，死后由宇文士元承袭为介国公。开成五年（840年）十月，宇文士元去世，唐文宗敕令废朝五日，并以此为例制定章程。